# Brodek u Prostějova (zámek)
Brodek u Prostějova je klasicistní zámek, nacházející se na okraji městysu Brodek u Prostějova.  Součástí zámeckého areálu je i zahrada se sochařskou výzdobou, nádvoří s fontánou a hospodářské budovy. Celý areál je od roku 1973 kulturní památkou.

## Historie
Zámecká budova vystavěná v roce 1685 na místě někdejší tvrze pro dvorního radu Paula Karla von Kleinburga podle architekta Johanna Bernharda Fischera z Erlachu byla znovu přestavěna v letech 1750–1755 pro státního kancléře Antonína Ulfelda. Dalšími majiteli byli Schrattenbachové, za nichž byly fasády budov upraveny empírově. Sňatkem s hraběnkou Isabelou Schrattenbachovou (1809–1875) získal panství v Brodku Gustav Josef Kálnoky (1799–1884), který na zámku shromáždil sbírku obrazů, rytin, nábytku, nádobí i knih.
Posledním majitelem zámku v Brodku z tohoto rodu byl Gustav Kálnoky (1892–1979), kterému byl po druhé světové válce majetek zkonfiskován; mobiliář byl rozkraden a zámek byl pak využíván např. jako sklad zeleniny.
Zámek zdědil a v roce 1992 úspěšně zrestituoval synovec Gustava Kálnokyho JUDr. Richard Belcredi (1926–2015); zdevastovaný zámek tak přešel do majetku tohoto rodu.
Zámek v Brodku je postupně rekonstruován a není volně přístupný veřejnosti, vstup je možný pouze na společenské akce pořádané na zámku nebo po předchozí domluvě.

## Popis
Hlavní budova zámku je jednopatrový, obdélníkový objekt. Průčelí je třináctiosé se středovým rizalitem, v němž je představený průjezd se třemi půlkruhově zaklenutými arkádami; nad průjezdem je balkon. Nad rizalitem je trojúhelníkový fronton, nad jeho vrcholem kartuš s erbem. Zahradní průčelí je devítiosé, rovněž se středovým rizalitem.
Po obou stranách jsou před hlavním průčelím přízemní hospodářské budovy, které vytvářejí čestný dvůr s kašnou.
Zámecký park má dvě části: původně barokní zahradu s lipovou alejí, spojující zámek s obcí, a krajinářský park oplocený zdí.